# Bakterielle Übersiedelung der Haut
Die bakterielle Übersiedelung der Haut (Bacterial Overgrowth Syndrome, BOGS) ist eine durch Bakterien hervorgerufene Erkrankung der obersten Schichten der Epidermis (Oberflächenpyodermie) beim Haushund. Die Ursache der Erkrankung ist nicht bekannt. Vorschädigungen der Haut durch Allergien begünstigen ihr Auftreten. Am häufigsten sind Achseln, Halsfalten, Leisten und Bauch betroffen.
Das BOGS zeigt sich in Rötung und einem fauligen Hautgeruch, später treten Haarausfall, Hautverdickung und Hyperpigmentierung dazu. Im Gegensatz zu anderen Pyodermieformen fehlen Papeln, Pusteln und Krusten.
Die Diagnose wird anhand einer zytologischen Untersuchung gestellt. Hierbei lassen sich zahlreiche Bakterien, aber kaum degenerierte Neutrophile oder phagozytierte Bakterien nachweisen. Differentialdiagnostisch sind vor allem eine Malassezien-Dermatitis und eine Hautfaltendermatitis auszuschließen.
Die Behandlung erfolgt vor allem topisch. Hierbei werden vor allem Mittel auf der Basis von Chlorhexidin oder von Polyhexanid eingesetzt. Sie können als Shampoo, Lotion oder Schaum eingesetzt werden. Eventuell vorhandene Grunderkrankungen (Atopische Dermatitis, Futter- oder Flohallergie) müssen ebenfalls behandelt werden.